# Notocelis subsalina
Notocelis subsalina är en plattmaskart som först beskrevs av Ax 1959.  Notocelis subsalina ingår i släktet Notocelis och familjen Otocelididae. Inga underarter finns listade i Catalogue of Life.